# Рудаков, Евгений Васильевич
Евге́ний Васи́льевич Рудако́в (укр. Євген Васильович Рудаков; 2 января 1942, Москва — 21 декабря 2011, Киев) — советский и украинский футболист, вратарь и тренер. Мастер спорта СССР международного класса (1973). Заслуженный мастер спорта СССР (1973).

## Биография
Родился в Москве, в 17 лет был зачислен в юношескую команду «Торпедо» и получил место в дубле. В 1961 году связи с наличием в составе команды сильных вратарей уехал играть в николаевский «Судостроитель». В 1962 году Евгений Рудаков прочно освоился на месте основного голкипера команды. Молодой перспективный спортсмен приглянулся советскому вратарю Антону Идзковскому, который пригласил Рудакова на просмотр в «Динамо».
В 1963 году перешёл в дублирующий состав киевского «Динамо». Рудакову долго пришлось бороться за место в основном составе. В 1964 году наставником киевского «Динамо» стал Виктор Маслов, с подачи которого Евгений впервые появился в стартовом составе «Динамо» в игре против «Крыльев Советов» и отстоял матч «всухую». Удачно сложились и следующие две игры, а вот в четвертый раз произошла осечка. Во встрече со своими бывшими одноклубниками из московского «Торпедо» — Рудаков не смог показать необходимого уровня, и «Динамо» уступило со счетом 1:2. Раздосадованный неудачей в игре против своего бывшего клуба Маслов перевел Рудакова в дубль на целых два года.

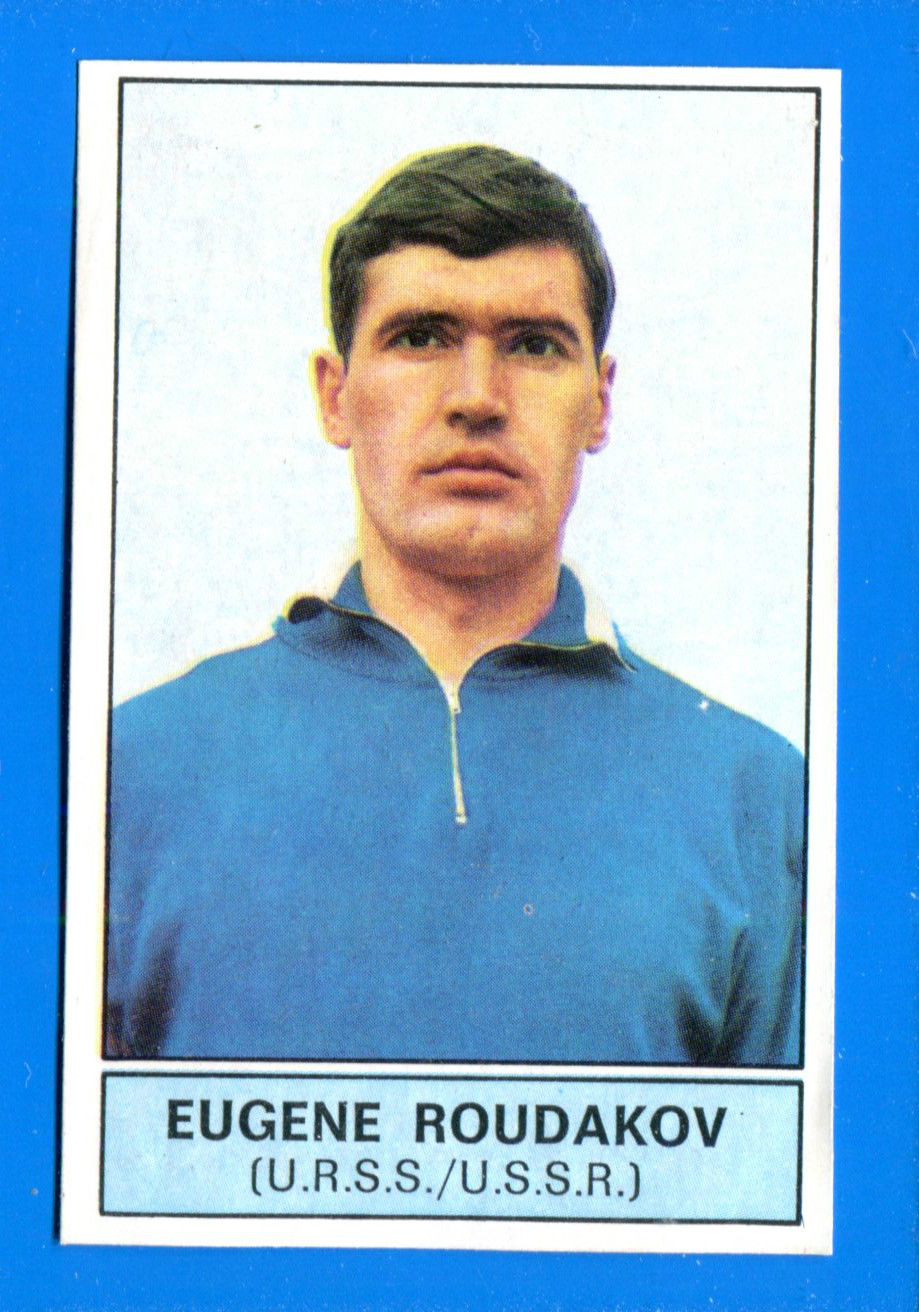
Евгений Рудаков в 1972 году

Судьбоносным в жизни Евгения стал сезон-1966. Основной голкипер бело-синей команды Виктор Банников в составе сборной команды СССР отправился на чемпионат мира в Англию, а по возвращении обнаружил, что место в основном составе занял вчерашний дублер — Рудаков. Евгений пропустил всего 10 голов в 29 матчах, причем в 22 из них сыграл «на ноль».
Надежность Рудакова проявлялась как в индивидуальном мастерстве, так и в умении руководить полевыми игроками, в первую очередь, своими оборонцами. В этом смысле, считал Евгений Васильевич, вратарь обязан быть по-хорошему зверем: орать, ругаться, гонять собственных защитников. Поэтому его девизом стали слова «Вратарь не стоит в воротах, вратарь играет!».
За 14 сезонов в «Динамо» он защищал ворота в 258 матчах.
За сборную СССР провёл 48 матчей (в том числе 6 матчей — за олимпийскую сборную СССР).
В 1980-х годах работал в киевском клубе «Смена», в 1990-х — в спортинтернате, затем — в детско-юношеской школе киевского «Динамо» имени В. В. Лобановского.
Похоронен в Киеве на 33-м участке Байкового кладбища.
Упорство Рудакова было поразительно. Он, сдается мне, где-то глубоко в душе ставил каждый раз перед собой какую-то локальную цель, не афишируя ее совершенно, и не успокаивался до тех пор, пока не добивался. Вереница достигнутых целей привела его в число лучших вратарей советского футбола (Валерий Лобановский).

## Достижения

### Командные
Динамо (Киев)
- Чемпион СССР (7): 1966, 1967, 1968, 1971, 1974, 1975, 1977[5]
- Обладатель Кубка СССР (3): 1964, 1966, 1974
- Обладатель Кубка обладателей Кубков УЕФА: 1975
- Обладатель Суперкубка УЕФА: 1975

Сборная СССР
- Серебряный призёр чемпионата Европы 1972
- Бронзовый призёр Олимпийских игр 1972

### Личные
- Футболист года на Украине: 1971
- Лучший (1971) и второй (1972) футболист СССР (еженедельник «Футбол»)
- «Вратарь года» (3): 1969, 1971, 1972
- В списках лучших футболистов Украинской ССР[укр.] (10): № 1 (1966—1976)
- В списках 33 лучших футболистов сезона в СССР (7): № 1 (1969, 1971, 1972), № 2 (1974), № 3 (1965, 1973, 1975)
- Мастер спорта СССР международного класса (1973)
- Заслуженный мастер спорта СССР (1973)
- Входит в состав символической сборной по итогам чемпионата Европы по версии УЕФА: 1972

## Награды
- Орден «За заслуги» III степени (2004)[6]
- Медаль «За трудовое отличие» (1972)